# Percy Beard
Percy Beard, född 26 januari 1908 i Hardinsburg i Kentucky, död 27 mars 1990 i Gainesville i Florida, var en amerikansk friidrottare.
Beard blev olympisk silvermedaljör på 110 meter häck vid sommarspelen 1932 i Los Angeles.